# Тайгинский городской округ
Тайги́нский городско́й о́круг — муниципальное образование в Кемеровской области, административный центр — город Тайга.

## История
Тайгинский городской округ образован 17 декабря 2004 года в соответствии с Законом Кемеровской области № 104-ОЗ.
С точки зрения административно-территориального устройства находится на территории города областного подчинения Тайга с административно подчинёнными населёнными пунктами согласно Закону Кемеровской области «Об административно-территориальном устройстве Кемеровской области» N 215-ОЗ от 27 декабря 2007 года.
Распоряжением Правительства РФ от 29 июля 2014 года № 1398-р «Об утверждении перечня моногородов» городской округ включён в категорию «Монопрофильные муниципальные образования Российской Федерации (моногорода), в которых имеются риски ухудшения социально-экономического положения».

## Население
| 2002    | 2009    | 2010    | 2011    | 2012    | 2013    | 2014    |
| ------- | ------- | ------- | ------- | ------- | ------- | ------- |
| 26 735  | ↗27 491 | ↘27 424 | ↗27 442 | ↗27 500 | ↘27 452 | ↘27 057 |
| 2015    | 2016    | 2017    | 2018    | 2019    | 2020    | 2021    |
| ↘26 610 | ↘26 406 | ↘26 016 | ↘25 363 | ↘24 948 | ↘24 880 | ↘23 558 |
| 2025    |         |         |         |         |         |         |
| ↘22 823 |         |         |         |         |         |         |

Население на 1 января 2019 года составляет: 24 948

## Населённые пункты
Городской округ и город областного подчинения включают населённые пункты:
| № | Населённый пункт | Тип населённого пункта        | Население |
| - | ---------------- | ----------------------------- | --------- |
| 1 | Кедровый         | посёлок                       | 308       |
| 2 | Кузель           | разъезд                       | 359       |
| 3 | Пихтач           | разъезд                       | 13        |
| 4 | Сураново         | разъезд                       | 234       |
| 5 | Таёжный          | посёлок                       | 1179      |
| 6 | Тайга            | город, административный центр | ↘21 717   |